# 西园街道 (成都市)
西园街道，是中華人民共和國四川省成都市郫都区下辖的一个乡镇级行政单位。西园街道成立於2013年10月，辖区面积约7.5平方公里，行政管辖区域为天欣路以西、蜀新大道以东、清水河以北、成灌高速公路以南。